# Themacrys ukhahlamba
Themacrys ukhahlamba är en spindelart som beskrevs av Griswold 1990. Themacrys ukhahlamba ingår i släktet Themacrys och familjen Phyxelididae. Inga underarter finns listade i Catalogue of Life.